# Mohamed Sissoko
Mohamed Lamine Sissoko (Mont-Saint-Aignan, 1985. január 22. –) mali labdarúgó. Jelenleg az mexikói Atlético San Luis játékosa.

## Sikerei, díjai
Valencia CF
- 2003–04 – Primera División
- 2003–04 – UEFA-kupa
- 2004 – UEFA-szuperkupa

Liverpool FC
- 2005 – UEFA-szuperkupa
- 2005–06 – FA-kupa
- 2006 – FA Community Shield

Paris Saint-Germain FC
- 2012–2013 – Ligue 1